# Oracle Big Data Appliance
 (mai 2021).
Oracle Big Data Appliance se compose de matériels et de logiciels d'Oracle Corporation vendu sous forme d'appareil informatique . Il a été annoncé en 2011. Il est destiné à la consolidation et au chargement de données non structurées dans le logiciel Oracle Database.

## L'histoire
Oracle a annoncé Oracle Big Data Appliance le 3 octobre 2011 à  l'Oracle OpenWorld. Il était similaire à Oracle Exadata Database Machine et était annoncé avec Oracle Exalytics Business Intelligence Machine.
Les composants matériels d'origine de l'appareil consistaient en une configuration complète en rack avec 864 Go de mémoire principale et 432 To de stockage. Un rack complet se compose de 18 nœuds de serveurs dont chacun avait deux processeurs Intel à 6 cœurs, 48 Go de mémoire par nœud (extensible à 96 Go ou 144 Go), 12 disques de 2 To par nœud, un bus InfiniBand Networking et une connexion de 10 GbE.

## Logiciel
Le produit comprend une distribution open-source d' Apache Hadoop . Le support de Cloudera a été annoncé en janvier 2012.
La base de données Oracle NoSQL, Oracle Data Integrator avec un adaptateur pour Hadoop Oracle Loader pour Hadoop, une distribution open source de R, Oracle Linux et Oracle Java Hotspot Virtual Machine ont également été mentionnés dans l'annonce,.